# Копозеро
Копозеро — пресноводное озеро на межселённой территории Онежского района Архангельской области.

## Общие сведения
Площадь озера — 1,7 км². Располагается на высоте 163,2 метров над уровнем моря.
Форма озера продолговатая: оно почти на четыре километра вытянуто с юго-запада на северо-восток. Берега каменисто-песчаные, преимущественно заболоченные.
Через озеро течёт Копручей, впадающий в озеро Монастырское, через которое протекает река Илекса, впадающая, в свою очередь, в Водлозеро.
Острова на озере отсутствуют.
Населённые пункты и автодороги вблизи водоёма отсутствуют.
Код объекта в государственном водном реестре — 01040100311102000019206.